# Шейн, Джаред
Джаред Шейн (настоящее имя — Пауло Сергио Гомес) — американский рэпер, вокалист группы (hed) P.E., самый известный её участник.
Объединив свой проект Live Urban Sex Tribe и группу гитариста Wesstyle’а Liquid Tree, Джаред дал жизнь популярному панк-рок-рэпкор-проекту.
Джаред с самого начала был автором всей лирики группы. Лирика начальных песен группы была посвящена различным общественным проблемам и, конечно, женщинам. Так продолжалось до 2002 года. В промежутке между альбомами Broke и Blackout) Джаред находился в тяжёлой психологической ситуации, был на грани суицида. Это очень отразилось на его текстах, они стали более мрачными и депрессивными. В альбоме Blackout почти отсутствуют речитативы, так как Джаред предпочёл им своё вокальное мастерство.
Перед выходом альбома Blackout из группы ушёл гитарист Chizad, но это не изменило взглядов автора на свои тексты. В итоге после тура в поддержку альбома Blackout, Джаред недосчитался ещё двоих участников своей группы. Он начал уже подумывать о роспуске группы. Тем более на подходе был материал для сольного проекта под названием Hectic («Fenix Jones»).
Но в середине 2004 года Джаред резко меняет планы, приглашает в группу нового гитариста и барабанщика. В обновлённом составе группа выпускает альбом Only In Amerika. На этом альбоме Джаред явно переборщил с нецензурной лирикой. Некоторые песни почти целиком состояли из ругательств и непристойностей. Поэтому лирику следующего альбома Back 2 Base X, возможно в качестве эксперимента, Jahred решил сделать отличной от Only In Amerika.
С переходом на Suburban Noize Records и выпуском альбома Back 2 Base X, Jahred, по его словам, находит свой новый дом.
Любимые группы Джареда: System of a Down, Mushroomhead, Korn, Black Sabbath, Marilyn Manson, Led Zeppelin, Rage Against the Machine.
Lynn Strait, вокалист группы Snot был большим другом Джареда. Поэтому когда Lynn Strait разбился в автокатастрофе, Джаред не мог не поучаствовать в трибьюте, посвящённом его другу.

## Дискография
- "Doomsday Paradise" (Сингл) (6 Марта, 2012)
- "Unite EP" (27 Марта, 2012)

## Соисполнитель
Джаред принимал участие в следующих композициях:
- Primer 55 - Set It Off
- Twiztid - Weak Shitz Out
- The DRP - No More John Waynes
- Kottonmouth Kings - Down 4 Life
- The Dirtball - Pissed At The World
- DJ Muggs - Wicked